# 成蒲線
成蒲線（せいほせん、中文表記: 成蒲铁路）、または成都市域鉄路成蒲線、または成蒲快速鉄道とは中国四川省成都市内にある設計速度200km/hの高速鉄道路線。旅客専用で、複線・電化。成都西駅を起点、蒲江県にある朝陽湖駅を終点とするが、ここからさらに客貨両用成雅線と接続、雅安駅にまで到達し、全体として成雅都市間鉄道ともなる。

## 概要
成蒲線は１２駅から構成され、そのうち温江駅・崇州駅・大邑駅・邛崍駅が高架駅である。2012年末から用地買収を開始し、2018年12月28日に開通した。
成蒲線は旅客専用であるが、終点朝陽湖駅にて、客貨両用の成雅線と接続する。
成蒲線は、成都地鉄有限責任公司と、成都鉄路局が共同出資して設立した成都市域鉄路有限責任公司が建設と管理の責任を負う、全長99kmの路線である。

## 歴史
- 2018年12月28日、開通。

## リンク
- 成都车站 (2021年4月25日). “成雅铁路全程POV！”.   bilibili. 2021年4月13日閲覧。